# Zoramia viridiventer
Zoramia viridiventer är en fiskart som beskrevs av Greenfield, Langston och Randall 2005. Zoramia viridiventer ingår i släktet Zoramia och familjen Apogonidae. Inga underarter finns listade i Catalogue of Life.